# Pachycondyla manni
Pachycondyla manni är en myrart som först beskrevs av Hugo Viehmeyer 1924.  Pachycondyla manni ingår i släktet Pachycondyla och familjen myror. Inga underarter finns listade i Catalogue of Life.